# Laura Innes
Laura Elizabeth Innes (Pontiac, Míchigan; 16 de agosto de 1957) es una actriz y directora de televisión estadounidense, tres veces nominada a los Emmy. Es conocida por interpretar a la Dra. Kerry Weaver en el drama médico ER, papel por el cual recibió dos nominaciones al Emmy como mejor actriz de reparto.

## Biografía

### Inicios
Innes nació en Pontiac (Míchigan), la menor de los seis hijos de Laurette y Robert Innes. Fue su padre quien la introdujo en el teatro profesional, ya que frecuentemente llevaba a su familia al Stratford Festival of Canada en Stratford (Ontario). Siguiendo su consejo de que "hiciera lo que le gustara", acudió a la Universidad de Northwestern donde fue miembro de la fraternidad Alpha Chi Omega y se graduó en teatro.

### Carrera
Su primer crédito en el escenario fue en Chicago, en el renombrado Goodman Theatre, donde, entre otros papeles, interpretó a Stella junto a John Malkovich como Stanley en Un tranvía llamado deseo. Otras actuaciones incluyen Two Shakespearean Actors con Eric Stoltz en el Lincoln Center, Our Town en el Seattle Repertory Theatre y Three Sisters en La Jolla Playhouse de San Diego.
En 1986, Innes interpretó a la joven hija de Jerry Stiller y Anne Meara en la comedia de situación The Stiller and Meara Show, serie cancelada a las pocas semanas. En los 90, Innes participó como invitada en series de televisión como Party of Five, My So-Called Life y Brooklyn Bridge (Puente de Brooklyn), y apareció en la película En el filo de la duda (And the Band Played On) antes de ser contratada para su primer papel importante en la televisión como Bunny, la promiscua exesposa de Thomas Haden Church en la comedia de la NBC, Wings, entre 1991-1993.
En otoño de 1995, se unió al exitoso drama médico de la NBC, Urgencias (ER), en su segunda temporada, donde interpretaba a la Dra. Kerry Weaver. Su personaje recurrente se convirtió en regular al inicio de la tercera temporada. En 2001, el personaje, que tenía una discapacidad física, salió del armario. Recibió dos nominaciones a los Emmy por su interpretación, así como otras tres para los Screen Actors Guild como parte del reparto de la serie. También recibió cinco nominaciones como Mejor actriz de reparto por los Viewers For Quality Television. Innes también dirigió varios episodios de la serie, así como episodios de Cinco Hermanos (Brothers & Sisters), House, El ala oeste de la Casa Blanca (The West Wing), uno de los cuales obtuvo una nominación a los Emmy como Mejor dirección.
En enero de 2007, Innes dejó Urgencias (ER) tras doce temporadas, convirtiéndose en el miembro del reparto más longevo de la historia de la serie. Sin embargo, en 2008 Innes volvió para hacer un cameo en el decimotercer episodio de la decimoquinta y última temporada.
Durante el año 2010, Laura Innes se integró a la nueva serie de NBC, The Event, interpretando a Sophia Maguire, uno de los personajes principales de la serie.
En el cine, Innes coprotagonizó el exitoso film Deep Impact en 1998 y con su compañero de Urgencias (ER), Noah Wyle, Can’t Stop Dancing.

### Familia
Su primer prometido fue asesinado a principios de los 80. Años después de la tragedia se casó con el actor David Brisbin y tuvo su primer hijo, Cal, en 1990. Adoptaron en 2002 una niña, Mia, de China.
Mantiene una estrecha amistad con Megan Mullally y su excompañera en Urgencias (ER), Maura Tierney.